# 바하두르 샤 1세
아부 나스르 사이드 쿠틉 알딘 무함마드 샤 알람 바하두르 샤 파디샤(생몰년: 1643년 10월 14일 ~ 1712년 2월 27일; 재위: 1707년 ~ 1712년 2월 27일)는 무굴 제국의 7번째 황제이다. 바하두르 샤는 아우랑제브의 둘째 아들이고, 그의 어머니는 라흐마트 알닛사이다. 바하두르 샤는 유능한 군주라 평가받으며, 개인적으로는 공손하고 교양있으며 신실하고 용감하고 참을성있는 성격이었다. 위대한 무굴 황제들의 목록은 바하두르 샤 1세로 끝이 난다.
바하두르 샤의 본래 이름은 무함마드 무아잠이고, 왕자 시절에는 샤 알람이라 불리었다. 1699년, 샤 알람은 카불의 총독으로 임명되었고, 아우랑제브가 죽을때까지 이 지위에 있었다. 1707년 3월 22일에 아우랑제브가 죽자 샤 알람은 스스로를 바하두르 샤페르시아어: بہادر شاه Bahādur Shāh라 칭하며 인도로 귀환, 6월 18일에 다른 제위 계승 후보자들을 제압하고 제국의 황제가 되었다.
바하두르 샤의 통치 기간은 고작 5년에 지나지 않았으나, 그 기간 내내 아주 분주한 나날을 보냈다. 바하두르 샤는 제위 기간에 마라타 제국과의 타협을 성사시키고 라지푸트를 진압했으며, 펀자브 지방의 시크교도들에게 결정적인 패배를 선사함으로써 그들의 마지막 구루에게서 충성을 얻어 냈다. 바하두르 샤는 죽기 직전의 몇달을 라호르에서 보내다가 1712년 2월 27일에 죽었다.
바하두르의 사후 아들들 사이에서 계승전쟁이 벌어졌고, 자한다르 샤가 이 경쟁에서 승리하여 바하두르 샤의 지위를 계승했다.

## 가족 관계
- 아버지: 아우랑제브
- 어머니: 라흐맛 알니사
- 동복 형제: 무함마드 술탄
- 동복 누이: 바드르 알니사 베굼
- 아내: 미흐르 알니사 베굼
- 아내: 아지즈 알니사 하눔
- 아내: 누르 알니사 베굼
- 아들: 자한다르 샤
- 아들: 아짐 알샨
- 아들: 라피 알샨
- 아들: 자한 샤

## 참고 문헌
- T. G. P. Spear, “Bahādur Shāh I,” The Encyclopedia of Islam, 2nd ed, vol. 1(E. J. BRILL, 1986), pp. 913 - 14.
- 퍼시벌 스피어, 《인도 근대사》, 이옥순 옮김(서울: 신구문화사, 1993).